# Семирамида (опера)
Не путать с операми Вивальди и Мысливечека с тем же названием
«Семирамида» (итал. Semiramide) — трагическая опера в двух действиях, сочинённая Джоаккино Россини. Либретто написано на итальянском языке Гаэтано Росси по мотивам одноимённой трагедии Вольтера (1748). Премьера состоялась 3 февраля 1823 года в венецианском театре «Ла Фениче» (последняя премьера новой оперы Россини в Италии). Считается последним образчиком оперы-сериа и одним из самых значительных произведений этого жанра.
В «Истории бельканто» (1983) Родольфо Челлетти называет «Семирамиду» финальным аккордом развития певческой техники бельканто и последней оперой в традиции барокко: «самой прекрасной, самой изобретательной и, возможно, самой полной».

## Сюжет
Действие оперы разворачивается в Вавилоне в конце IX века до н. э. Сюжет насыщен драматическими событиями: заговорами, предательствами, мистическими предзнаменованиями и местью. Главные герои — царица Семирамида (сопрано), её сын Арзас / Арзаче (контральто), коварный Ассур (бас) и другие персонажи — вовлечены в сложную интригу, которая завершается трагической развязкой. 

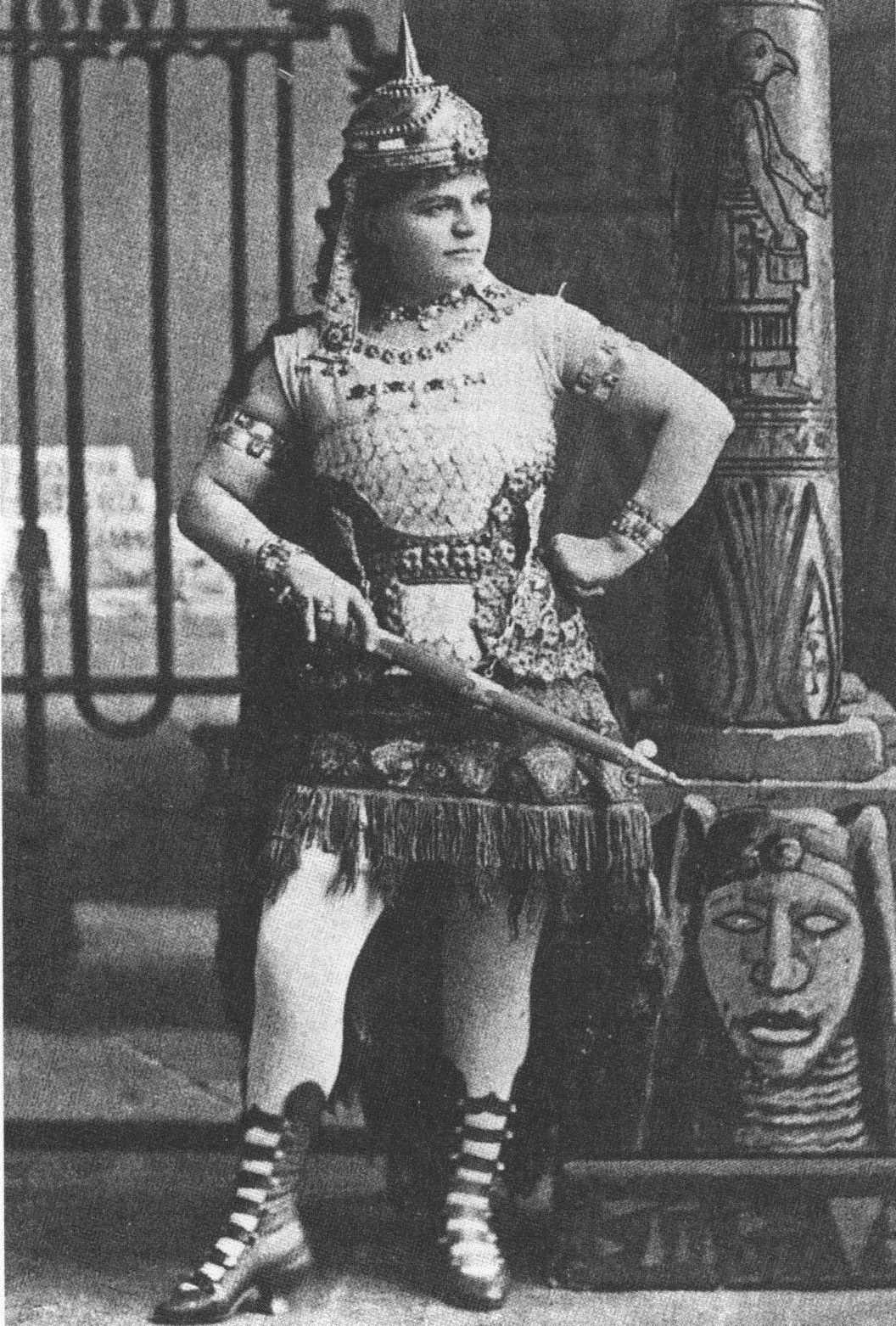
София Скальки в роли Арзаса (1894)

Царица Семирамида ради власти убила своего мужа, царя Нина, и попыталась избавиться от собственного сына. Однако ребёнок был спасён придворным и воспитывался вдали от двора под именем Арзаса. Став полководцем, Арзас возвращается ко двору, где Семирамида, не узнавшая в нём сына, влюбляется в него и начинает готовить свадьбу.
В финале Арзас в схватке со своим соперником Ассуром случайно убивает мать (тем самым невольно отомстив за убийство отца). Материнство Семирамиды и её преступление раскрываются, после чего Арзас по праву наследника царя занимает трон.

## Музыка и драматургия
Россини давно мечтал создать оперу в старинном вкусе, с грандиозными декорациями. «Семирамида», написанная в Венеции в 1822 году, во многих отношениях представляет собой стилизацию венецианских опер конца XVII века. Это последняя опера Россини в жанре seria.
Либреттист Гаэтано Росси взял за основу трагедию Вольтера, где важное место занимает тема борьбы с тиранией и возмездия. Эта трагедия в своё время с успехом шла на сценах всей Европы (за исключением России, где после устранения мужа и отдаления сына Екатерина II не желала видеть в театрах произведения о мужеубийстве и ссылке матерью сына). В опере гражданственная тема уходит на второй план, Семирамида же предстаёт не как одномерная злодейка, а как сложная, противоречивая личность.

Россини, сохраняя традиционные формы оперы-сериа и многие элементы своей ранней оперы «Танкред», наполняет их новым содержанием. В центре сюжета — не любовная линия, а тема сыновнего долга и мести за отца. Партия Арзаса написана для женского голоса, что вполне соответствует традициям жанра. Музыка «Семирамиды» отличается новаторством. Россини уделяет больше внимания, чем прежде, ансамблям, хорам и оркестровым эпизодам. 

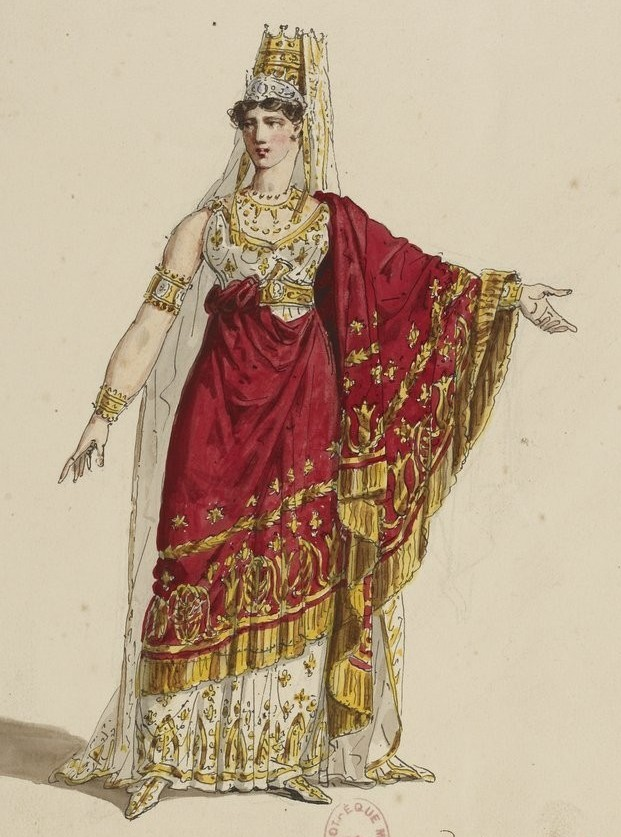
Жозефина Фодор в роли Семирамиды (Париж, 1825)

Грандиозная, увлекательная увертюра («симфония») стала популярной на концертной сцене. Среди других ярких музыкальных номеров — каватина Арзаса «Ах, тот день я вспоминаю» (Ah! quel giorno ognor rammento), предельно насыщенный фиоритурой дуэт «Храни меня всегда» (Serbami ognor si fido), ария Семирамиды «Прекрасный луч блеснул» (Bel raggio lusinghiero) и мрачный хор жрецов во втором акте.

## История постановок
На премьере в Венеции партию Семирамиды исполняла жена композитора Изабелла Кольбран, партию Арзаса — Роза Марьяни, а партию Ассура — Филиппо Галли. Так как голос Кольбран был уже изношен, после премьеры партию Семирамиды исполняли другие певицы, с особенным успехом — Джулия Гризи (в Петербурге в 1849 году, в Нью-Йорке в 1854 году). В 1880 году опера Россини была выбрана для открытия театра Костанци в Риме (ныне главный оперный театр города). В 1882 году Оскар Уайльд слышал в Цинциннати исполнение партии Семирамиды знаменитой Аделиной Патти. 

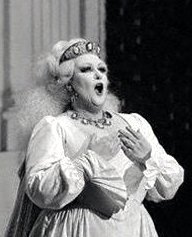
Монсеррат Кабалье в роли Семирамиды (1980)

В Российской империи опера впервые была представлена итальянской труппой в Одессе в 1826 году. Премьера на русском языке состоялась 30 января 1835 года в Петербурге. Постановка имела огромный успех благодаря выдающимся исполнителям: О. Петрову (Ассур), М. Степановой (Семирамида) и особенно А. Петровой-Воробьёвой (Арзас), чьё контральто покорило публику. После ухода Петровой-Воробьёвой из театра опера надолго исчезла из репертуара. В середине XX века в СССР исполнялась (Зарой Долухановой) лишь каватина Арзаса.
После четырёх десятилетий забвения «Семирамида» была возрождена Туллио Серафином в 1940 году на фестивале «Флорентийский музыкальный май». Для исторической постановки в «Ла Скала» (1962) c Дж. Сазерленд и Дж. Симионато полный (без сокращений) текст либретто пришлось собирать в архивах по рукописям композитора. В середине 1960-х Сазерленд стала исполнять в США оперу в тандеме с Мэрилин Хорн; их виртуозное исполнение дуэта Serbami ognor в концертах привлекло к ней дополнительное внимание. В итоге «Семирамида» вернулась в репертуар и с 1962 по 1990 годы была поставлена на 70 оперных площадках.
Из постановок конца XX века наибольшее внимание привлекли к себе спектакли на фестивале в Эксе 1980 года (с М. Кабалье и М. Хорн, режиссёр П. Л. Пицци) и на фестивале в Пезаро (1992, 1994). Со времени пезарского фестиваля 2003 года в роли Ассура на ведущих площадках появлялся российский бас Ильдар Абдразаков. В 2019 году Международная оперная премия была присуждена записи «Семирамиды», где заглавную партию исполнила Альбина Шагимуратова.